# Gangs of New York
Gangs of New York —titulada Pandillas de Nueva York en Hispanoamérica— es una película histórica del año 2002 dirigida por Martin Scorsese y escrita por Jay Cocks, Steven Zaillian y Kenneth Lonergan. Ambientada durante la mitad del siglo XIX en el barrio de Five Points de Nueva York, la película está en parte inspirada en el libro The Gangs of New York (1928) de Herbert Asbury. Fue realizada en Cinecittà, Roma, distribuida por Miramax Films y nominada a múltiples premios, incluyendo diez premios Óscar, entre ellos el de mejor película, mejor director y mejor guion original.
La trama del filme comienza en 1846 y rápidamente salta hacia 1862, donde las principales problemáticas de la época eran la inmigración irlandesa a la ciudad y la guerra de Secesión en curso. La cinta narra la historia del enfrentamiento entre dos pandillas rivales: los «Nativos» liderados por Bill «The Butcher» Cutting (Daniel Day-Lewis) y los «Conejos muertos», un grupo de inmigrantes recién llegados liderados por Amsterdam Vallon (Leonardo DiCaprio). La lucha entre ambos bandos coincide con los Disturbios de Reclutamiento de 1863 en Nueva York, conocidos como draft riots.

## Argumento
En 1846 en los Five Points del bajo Manhattan, una guerra territorial entre los «Nativos» (conformados por aquellos de ascendencia británica nacidos en Estados Unidos) y los inmigrantes irlandeses católicos recién llegados está a punto de desatarse en Paradise Square. Los Nativos están liderados por William «Bill the Butcher» Cutting (Daniel Day-Lewis), un estadounidense protestante opuesto a la reciente inmigración. El líder de los inmigrantes irlandeses, los «Dead Rabbits» (Conejos muertos), es el padre Vallon (Liam Neeson), quien tiene un hijo, Amsterdam. Cutting y Vallon se enfrentan con sus respectivas pandillas en una sangrienta batalla, la cual termina cuando Bill mata al padre Vallon, situación de la cual el joven Amsterdam es testigo. Cutting declara la disolución de los Dead Rabbits y ordena que el cuerpo de Vallon sea enterrado, Amsterdam agarra el cuchillo que mató a su padre, escapa y lo entierra antes de ser encontrado y llevado a un orfanato en Hellgate.
Dieciséis años más tarde, ya siendo un hombre, Amsterdam (Leonardo DiCaprio) regresa a Nueva York en el segundo año de la guerra de Secesión. Es septiembre de 1862, días después de la batalla de Antietam y del anuncio de la Proclamación de Emancipación. Cuando llega a los Five Points («Cinco puntos»), se reencuentra con un viejo amigo, Johnny Sirocco (Henry Thomas). Johnny, ahora miembro de un clan de carteristas y ladrones, le presenta a Amsterdam a Bill the Butcher, para quien trabaja el grupo. Amsterdam descubre que muchos de los leales compañeros de su padre están ahora bajo el control de Bill, incluyendo «Happy Jack» Mulraney (John C. Reilly), ahora un policía corrupto, y McGloin (Gary Lewis), ahora uno de los secuaces de Bill. Amsterdam se acerca rápidamente al círculo íntimo de Bill y se entera de que cada año, en el aniversario de la batalla en donde murió su padre (16 de febrero), Bill lleva a cabo festejos en la ciudad por la victoria sobre los Dead Rabbits. Amsterdam hace planes para matar a Bill durante dicha ceremonia, frente a toda la comunidad de los Cinco Puntos, para tomar revancha en público. Amsterdam conoce poco después a Jenny Everdeane (Cameron Diaz), una carterista y estafadora, de quien se siente atraído (al igual que Johnny), pero su interés disminuye cuando descubre que Jenny estuvo una vez bajo el tutelaje de Bill y todavía disfruta de su afecto. Amsterdam se gana la confianza de Bill y éste se vuelve su mentor. Se involucra en el imperio semicriminal de William M. Tweed (Jim Broadbent), también conocido como «Boss» Tweed, un político corrupto que dirige el Tammany Hall, un aparato político local. La influencia de Tweed está esparcida a lo largo del bajo Manhattan, desde peleas de boxeo y servicios sanitarios hasta el control de incendios. Mientras Tammany Hall y sus oponentes luchan por el control de la ciudad, el clima político está en ebullición. Inmigrantes, en su mayoría irlandeses, son enlistados en el Ejército de la Unión prácticamente a la fuerza, al tiempo que los cadáveres de los caídos en el frente no paran de llegar a la ciudad.
Durante una obra de La cabaña del tío Tom, Amsterdam evita un asesinato que deja herido a Bill. Ambos se retiran a un burdel, donde Jenny cuida a Bill. Amsterdam confronta a Jenny con respecto a Bill, y tienen una discusión que luego se diluye cuando tienen relaciones. Más tarde esa noche, Amsterdam despierta y encuentra a Bill sentado en una silla al lado de su cama envuelto a una raída bandera estadounidense. Bill habla sobre la ruina de la civilización y cómo ha mantenido su poder a lo largo de los años por medio de la violencia y el «espectáculo de aterradores actos». Dice que el padre Vallon fue el último enemigo con el que peleó que era merecedor de respeto, y que Vallon lo venció una vez completamente y lo dejó vivir en la vergüenza en vez de matarlo. Bill le atribuye a ese incidente su fuerza de voluntad y el carácter para volver y luchar por su propia autoridad. Admite implícitamente que ha llegado a cuidar de Amsterdam como si fuese el hijo que nunca tuvo. La tarde de la ceremonia llega. Johnny, quien está enamorado de Jenny, le revela la verdadera identidad de Amsterdam a Bill en un ataque de celos y además le revela los planes de Amsterdam para asesinarlo. Bill hace morder el anzuelo a Amsterdam en una actuación de lanzamiento de cuchillos donde hiere superficialmente en el cuello a Jenny. Mientras Bill brinda como es costumbre, Amsterdam lanza un cuchillo a Bill, quien lo desvía fácilmente y contraataca lanzando otro cuchillo, alcanzando a Amsterdam en el abdomen. Bill lo golpea repetidas veces mientras la multitud lo festeja. Bill proclama que lo dejará vivir con vergüenza (un destino peor que la muerte) como un «fenómeno digno del museo de maravillas de Barnum», antes de quemar su mejilla con una cuchilla caliente.
Más tarde, Jenny y Amsterdam se esconden y ella lo cuida hasta que se recupera. Le insiste para que se una a ella en un escape en barco a San Francisco, circunnavegando toda América. Luego, reciben la visita de Walter «Monk» McGinn (Brendan Gleeson), un barbero que había trabajado como mercenario para el padre Vallon en la batalla de Five Points. McGinn le da a Amsterdam una navaja de afeitar que perteneció a su padre. Amsterdam anuncia su retorno colocando un conejo muerto en una valla en Paradise Square. El conejo llega a Bill, quien manda a Happy Jack a encargarse de quienes habían mandado el mensaje. Jack ubica a Amsterdam y lo persigue entre las catacumbas de la iglesia local, Amsterdam lo embosca y lo estrangula, y luego cuelga el cuerpo en Paradise Square para que todos lo vean. Como represalia, Bill atraviesa a Johnny con las vallas de en la misma plaza, Amsterdam lo encuentra moribundo y acaba con su sufrimiento disparándole. Los nativos marchan hacia la Iglesia católica donde los irlandeses, junto al arzobispo, los esperan. Bill promete volver cuando estén listos y el incidente provoca cobertura en la prensa. «Boss» Tweed se acerca a Amsterdam con un plan para derrotar a Bill y acabar con su influencia: Tweed apoyará la candidatura de «Monk» McGinn como alguacil a cambio del voto de los irlandeses. El día de la elección, Bill y Amsterdam obligan a la gente a votar, algunos de ellos más de una vez, y el resultado es la victoria de Monk por más cantidad de votos que votantes. Humillado, Bill se enfrenta a Monk, quien se niega a responder de forma violenta y sugiere que discutan el asunto democráticamente. Prontamente, Bill ataca a Monk por la espalda con un cuchillo, antes de rematarlo con su propio shillelagh (un garrote). Durante el posterior funeral de Monk, Amsterdam desafía a Bill a una lucha tradicional, la cual este acepta.
Los Disturbios de Reclutamiento de Nueva York (draft riots) comienzan justo cuando las pandillas se preparan para pelear. Muchos ciudadanos, incluyendo la clase alta y afroestadounidenses, son atacados por quienes protestan en contra del Acta de Reclutamiento de 1863. Soldados de la Unión marchan a través de las calles de la ciudad tratando de controlar a los alborotadores. Sin embargo, para Bill y Amsterdam lo importante es arreglar sus cuentas. Cuando las pandillas se encuentran en Paradise Square, son interrumpidas por la artillería de las fragatas de la Unión que disparan desde el puerto directamente a la ciudad, tratando de imponer el orden. Muchos mueren por los disparos y una enorme nube de polvo y escombros cubren el área. La destrucción es apoyada por una ola de soldados de la Unión, que matan a varios miembros de las pandillas, incluyendo a McGloin, quien es prácticamente fusilado, y Shang (Stephen Graham), que intenta arremeter contra los soldados, solo para ser rodeado y golpeado por estos hasta la muerte. Solos, Amsterdam y Bill intercambian golpes entre el humo, y luego son derribados por otro estallido de cañón. Cuando el humo se disipa, Bill descubre que ha sido herido en el abdomen por un pedazo de metralla. Declara: «Gracias a Dios, muero como un verdadero estadounidense». Bill saca un cuchillo de su bota antes de que Amsterdam lo apuñale, rematándolo.
Los muertos son recogidos para ser enterrados. El cuerpo de Bill es enterrado en Brooklyn, desde donde se ve la silueta de Manhattan, al lado de la tumba del padre Vallon. Amsterdam entierra la navaja de su padre. Luego la silueta va cambiando rápido pues la escena se remonta a los próximos ciento cuarenta años, ofreciendo una vista moderna de Nueva York, desde el Puente de Brooklyn a las Torres Gemelas, cuando las tumbas de Bill y Vallon han sido ya cubiertas gradualmente por arbustos y vegetación.

## Elenco
- Leonardo DiCaprio como Amsterdam Vallon
- Daniel Day-Lewis como William «Bill The Butcher» Cutting
- Cameron Diaz como Jenny Everdeane
- Liam Neeson como «Padre» Vallon
- Jim Broadbent como William «Boss» Tweed
- Henry Thomas como Johnny Sirocco
- Brendan Gleeson como Walter «Monk» McGinn
- Gary Lewis como McGloin
- John C. Reilly como «Happy Jack» Mulraney
- Stephen Graham como Shang
- Larry Gilliard Jr. como Jimmy Spoils
- Eddie Marsan como Killoran
- Alec McCowen como Reverendo Raleigh
- David Hemmings como John F. Schermerhorn
- Cara Seymour como «Hell-Cat» Maggie
- Roger Ashton-Griffiths como P. T. Barnum
- Barbara Bouchet como Mrs. Schermerhorn
- Michael Byrne como Horace Greeley
- John Sessions como Harry Watkins
- Richard Graham como Harvey, jugador de cartas
- Giovanni Lombardo Radice como Mr. Legree
- Martin Scorsese (sin acreditar) como dueño de casa

## Producción
El cineasta Martin Scorsese creció en el barrio de Little Italy del distrito de Manhattan en la ciudad de Nueva York durante los años 1950. En esa época, notó que había partes del barrio que eran mucho más antiguas que el resto, incluyendo lápidas de los años 1810 en la antigua Catedral de San Patricio, calles empedradas y pequeños sótanos ubicados debajo de grandes edificios más recientes; esto despertó la curiosidad de Scorsese acerca de la historia de la zona: «De a poco me di cuenta de que los italianos no habían sido los primeros en llegar, de que otra gente había estado ahí antes que nosotros. A medida que empezaba a entender eso, me fascinaba. Me seguía preguntando: ¿Cómo se veía Nueva York? ¿Cómo era la gente? ¿Cómo caminaban, comían, trabajaban, vestían?».

### Guion
En 1970 Scorsese leyó The Gangs of New York: An Informal History of the Underworld (1927), de Herbert Asbury, acerca del bajo mundo de la ciudad en el siglo XIX y le resultó una revelación. En los retratos de los criminales de la ciudad, Scorsese vio potencial para una historia épica sobre la batalla por la democracia moderna estadounidense. En ese entonces, Scorsese era un director joven sin dinero ni influencias; hacia el final de la década, después del éxito de cintas criminales como Mean Streets (1973), sobre su antiguo barrio, y Taxi Driver (1976), se volvió una estrella emergente. En 1979 obtuvo los derechos del libro de Asbury, sin embargo le iba a llevar veinte años poner en marcha la producción. Surgieron dificultades a la hora de reproducir el monumental panorama de la Nueva York del siglo XIX con el estilo y detalles que Scorsese quería; casi nada en la ciudad permanecía como se veía en aquellos tiempos y filmar en otra ubicación no era una opción. Finalmente, en 1999, Scorsese logró asociarse con Harvey Weinstein, productor y presidente de Miramax Films. Scorsese mantuvo a Jay Cocks como guionista del proyecto y, según informó The New Yorker en marzo de 2000, se habían reescrito nueve borradores.

### Escenografía
Para crear los escenarios que Scorsese había imaginado, la producción se llevó a cabo en los grandes estudios Cinecittà en Roma, Italia. El diseñador de producción Dante Ferretti recreó casi una milla de edificaciones neoyorquinas de mediados del siglo XIX, que consistía en un área de cinco manzanas de Lower Manhattan, incluyendo el suburbio de los Cinco Puntos, una sección de la costa del Río Este con dos barcos pesqueros de tamaño real, treinta edificios del bajo Broadway, una mansión aristócrata y réplicas de Tammany Hall, una iglesia, una taberna, un teatro chino y un casino de apuestas. Para los Cinco Puntos, Ferretti recreó las pinturas del área de George Catlin.

### Ensayos y desarrollo de personajes
Se prestó especial atención al habla de los personajes, debido a que los grupos a menudo se definían por sus acentos. El instructor de voz de la película, Tim Monich, se negó a usar un acento irlandés genérico y en su lugar se enfocó en distintos dialectos de Irlanda y Gran Bretaña. Debido a que el personaje de DiCaprio nació en Irlanda pero se crio en Estados Unidos, su acento fue diseñado para ser una mezcla de acentos típicos mitad americanizados. Para desarrollar los desaparecidos acentos únicos de los nativistas neoyorquinos, como el personaje de Daniel Day-Lewis, Monich estudió antiguos poemas, baladas, artículos de periódicos —los cuales a veces imitaban el dialecto hablado como forma de humor— y el Rogue's Lexicon, un libro de expresiones de los bajos fondos que el comisionado de la policía de Nueva York recopiló para que sus hombres pudiesen identificar de que hablaban los criminales. Un importante hallazgo fue una grabación en cilindro de fonógrafo de 1892 de Walt Whitman recitando cuatro líneas de un poema en donde pronunciaba la palabra «world» como «woild». Monich llegó a la conclusión de que los nativos neoyorquinos del siglo XIX sonaban parecido al conocido estereotipo de taxista de Brooklyn de mediados del siglo XX.

### Filmación
Debido a la fuertes personalidades y diferentes puntos de vista del director y el productor, los tres años de producción se volvieron una historia aparte. Scorsese defendía firmemente su visión artística en cuanto a la estética y duración, mientras que Weinstein luchaba por una versión más simplificada y comercial. Durante las demoras, actores de renombre como Robert De Niro y Willem Dafoe tuvieron que abandonar la producción debido a conflictos con otros proyectos. Los costos sobrepasaron un 25 % el presupuesto original, alcanzando un costo de más de cien millones de dólares. El elevado presupuesto hizo que fuese vital para Miramax Films un éxito comercial a corto plazo. Después de que la postproducción fue finalizada en 2001, la película se retrasó por más de un año. La justificación oficial fue que, tras los atentados del 11 de septiembre, ciertos elementos del filme podrían incomodar al público; la última toma de la cinta es una vista contemporánea de la ciudad de Nueva York, con el World Trade Center, a pesar de que las Torres Gemelas habían sido derribadas en los ataques hacía más de un año antes del estreno de la película. Sin embargo, esta explicación fue desmentida por Scorsese, quien afirmó que la producción todavía se encontraba filmando algunas breves tomas incluso en octubre de 2002.

### Posproducción

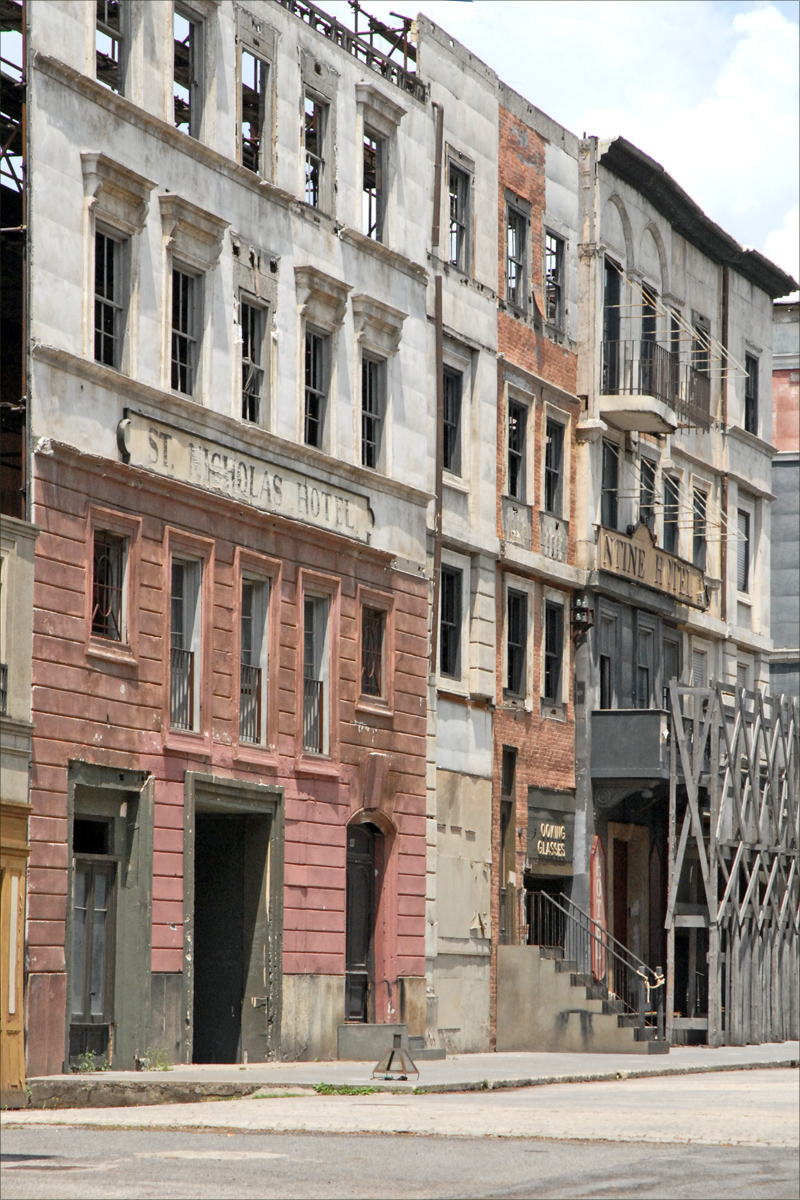
La película se rodó en los estudios de Cinecittà en Roma.

Weinstein continuó exigiendo cortes en la duración de la película, y algunos de ellos fueron hechos finalmente. En diciembre de 2001, Jeffrey Wells —en ese entonces del sitio web de Kevin Smith— reseñó una copia de lo que era el filme hasta ese momento. Wells observó que a ese trabajo le faltaba narración, era 20 minutos más largo y era «diferente a la versión de los cines» y que la sucesión de escenas era «exactamente la misma» en ambas versiones. A pesar de las similitudes, Wells encontró que la copia del trabajo era más rica y satisfactoria que la versión de los cines. Al mismo tiempo, Scorsese afirmó que la versión exhibida en los cines es su final cut, aunque declaró que le pasó la versión alternativa de más de tres horas a algunos amigos y admitió: «Dejando de lado mis obligaciones contractuales para entregar una versión más corta de dos horas y cuarenta minutos a Miramax, esta es la versión con la que estoy más contento».
En una entrevista con Roger Ebert, Scorsese aclaró los verdaderos problemas con el corte de la película. Ebert dijo:

Sus conversaciones con Weinstein, dijo, fueron siempre buscando la duración con la que la película funcionara. Cuando eso llegó a la prensa, fue traducido en peleas. La película dura actualmente 168 minutos, dijo, y esa es la duración correcta, y es por eso que no habrá ningún corte del director, porque éste es el corte del director.

## Exactitud histórica
Scorsese recibió tanto críticas como elogios por su descripción histórica en la película. En una entrevista en la PBS para la History News Network, el profesor Tyler Anbinder de la Universidad George Washington habló sobre los aspectos históricos del filme. Anbinder dijo que la recreación visual del ambiente de mitad del siglo XIX de Nueva York y los Five Points «no podría haber sido mejor». Todos los escenarios fueron construidos en los exteriores de los estudios Cinecittà en Roma. Anbinder también elogió la representación de la persecución y la discriminación a los inmigrantes de esa época, particularmente los irlandeses. Hacia 1860, la ciudad de Nueva York tenía 200 000 irlandeses, dentro de una población total de 800 000 habitantes. La revuelta que da inicio a la película, aunque ficticia, fue «razonablemente fiel a la historia» de peleas de ese tipo, excepto por la cantidad de muertes en peleas entre pandillas y disturbios ciudadanos.
El libro de Asbury describe a los Bowery Boys, Plug Uglies, True Blue Americans, Shirt Tails y Dead Rabbits («Conejos muertos»), quienes fueron nombrados debido al conejo muerto que usaban en una pica como bandera de batalla. El libro también describe a William Poole, la inspiración para William «Bill the Butcher» Cutting, un miembro de los Bowery Boys, boxeador a puño limpio y líder del movimiento político Know Nothing. Poole no era de los Five Points y fue asesinado casi una década antes de los draft riots. Ambos Bill, el real y el ficticio, tenían carnicerías, pero no se conoce que Poole haya matado a nadie. El libro habla además sobre otros gánsteres famosos de esa época como Red Rocks Farrell, Slobbery Jim y Hell-Cat Maggie, quien limaba sus dientes delanteros y usaba uñas de metal, interpretada por Cara Seymour en la película.
Según Paul S. Boyer: «El periodo desde 1830 hasta 1850 fueron tiempos de desorden casi continuo y agitación entre los pobres de la ciudad. Entre los años 1834 y 1844 se vieron más de 200 importantes guerras entre pandillas solo en la ciudad de Nueva York, y en otras ciudades el patrón era similar». En 1839, el alcalde Philip Hone declaró: «Esta ciudad está infestada por pandillas de aguerridos desdichados», quienes «patrullan las ciudades haciendo de la noche abominable e insultando a todo aquel que no tiene la fuerza suficiente como para defenderse». La gran pelea entre bandas de 1846 retratada en la película es ficticia, aunque hubo una entre Bowery Boys y Dead Rabbits en los Five Points el 4 de julio de 1857, que no fue mencionada en el filme. El historiador Vincent DiGirolamo concluye que «Gangs of New York se vuelve una epopeya histórica sin cambios a lo largo del tiempo. El efecto es congelar las rivalidades etnoculturales sobre el curso de tres décadas y retratarlas como odios ancestrales no alterados por cambios demográficos, ciclos económicos y realineamientos políticos».
En la película, los draft riots, o disturbios de reclutamiento, fueron representados mayoritariamente como actos de destrucción, sin embargo, hubo mucha violencia durante esa semana de julio de 1863. La violencia resultó en más de cien muertos, algunos de ellos afroestadounidenses. Los negros fueron objeto de violencia de las bandas irlandesas, en parte por la competencia laboral que más esclavos libres podrían causar en la ciudad.

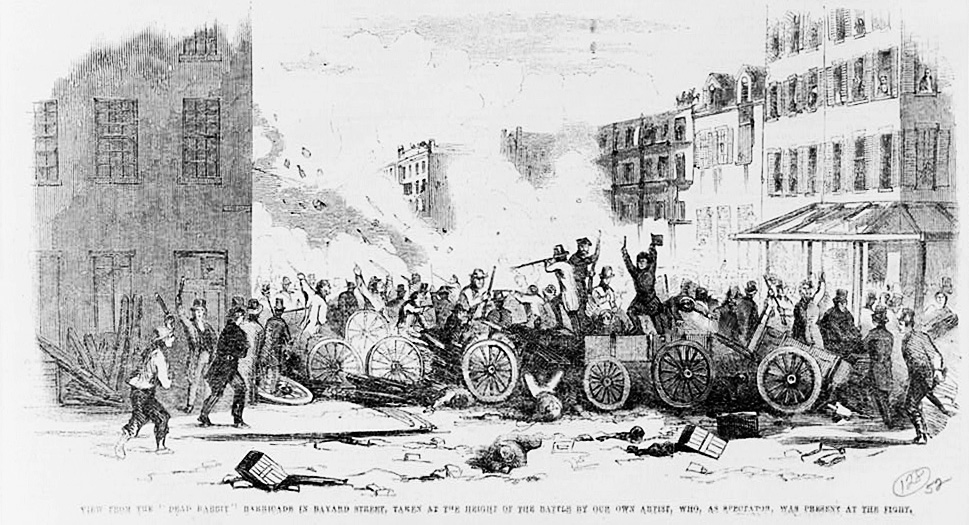
Ilustración de un enfrentamiento entre los «Dead Rabbits» y los «Bowery Boys».

La película hace referencia al Antiguo Palacio de Justicia del Condado de Nueva York cuando «Boss» Tweed habla sobre los planes «modestos» y «económicos» de la estructura.
En la película, se muestra que la inmigración china era lo suficientemente común en la ciudad como para tener su propia comunidad y lugares públicos. Sin embargo, la inmigración significativa de chinos a Nueva York no empezó hasta 1869 (aunque los primeros chinos empezaron a llegar a América a partir de los años 1840), época en la cual la construcción del primer ferrocarril transcontinental de Estados Unidos fue finalizada. El teatro chino de la calle Pell tampoco fue terminado hasta los años 1890.
The Old Brewery, el abarrotado edificio de apartamentos que aparece en la película en 1846 y 1862-63, fue en realidad demolido en 1852.

## Estreno
Se planeaba que la película fuese estrenada el 21 de diciembre de 2001, a tiempo para la temporada de Premios Óscar de ese año, sin embargo la producción se pasó de largo debido a que Scorsese todavía se encontraba filmando. Un avance de veinte minutos fue proyectado en el Festival de Cine de Cannes de 2002 en un evento en el Palacio de Festivales y Congresos con Scorsese, DiCaprio, Diaz y Weinstein entre los asistentes.
Una vez filmada, Harvey Weinstein quería que la película llegara a los cines el 25 de diciembre de 2002, pero un potencial conflicto con otra cinta protagonizada por Leonardo DiCaprio, Atrápame si puedes, producida por DreamWorks, lo obligó a mover el estreno a una fecha anterior. Después de negociaciones entre varias partes, incluyendo DiCaprio, Weinstein y Jeffrey Katzenberg de DreamWorks, la decisión se tomó considerando razones económicas: DiCaprio no quería enfrentarse al conflicto de promocionar dos estrenos enfrentados; Katzenberg logró convencer a Weinstein de que la violencia y el contenido adulto de Gangs of New York no necesariamente iba a atraer a las familias en la Navidad. La mayor preocupación de todos los involucrados era maximizar los resultados del día del estreno, una parte importante de la economía de la industria del cine.
Luego de tres años en producción, la película fue estrenada el 20 de diciembre de 2002, un año después de la fecha original planeada.
Mientras que la película fue lanzada en DVD y Blu-ray, no se hicieron planes para editar una versión del director. «Marty no cree en eso», dijo la montajista Thelma Schoonmaker. «Él cree en mostrar solo la película terminada», agregó.

## Recibimiento

### Taquilla

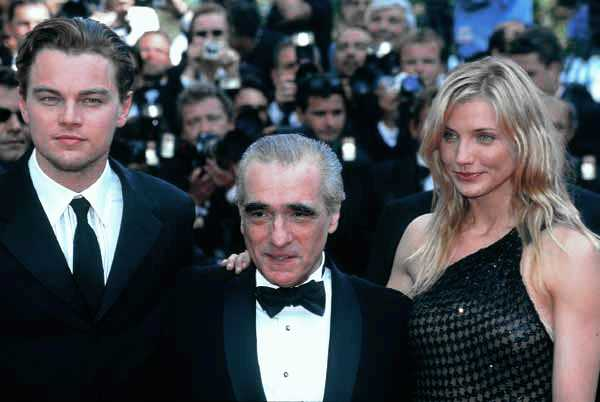
Leonardo DiCaprio, Martin Scorsese y Cameron Diaz en el Festival de Cine de Cannes de 2002.

La película recaudó 77 812 000 dólares en Estados Unidos y Canadá, 23 763 699 dólares en Japón y 16 358 580 dólares en el Reino Unido. Los ingresos totales fueron de 193 772 504 dólares.

### Crítica
Las críticas del filme fueron mayoritariamente positivas. El sitio web Rotten Tomatoes recopiló un 75 % de críticas positivas, basado en 202 reseñas.
El sitio Metacritic le otorgó un puntaje de críticas favorables de 72 sobre 100.
El crítico Roger Ebert elogió la película aunque no la calificó entre las mejores de Scorsese, mientras que su compañero de At the Movies Richard Roeper la llamó «una obra maestra» y la declaró una firme competidora para el Óscar a la mejor película. Paul Clinton de la CNN la llamó «una gran epopeya estadounidense». En Variety, Todd McCarthy escribió que la cinta «se queda un poco corta en cuanto a películas grandiosas, pero aun así es impresionante y tan densamente trabajada que vigorosamente te abre los ojos y la mente con respecto a aspectos de la historia estadounidense que no fueron enseñados». McCarthy resaltó la atención meticulosa a los detalles históricos y al diseño de producción.

### Listas de las mejores películas
Gangs of New York figuraba en listas de las mejores películas del año 2002 de varios críticos.
- 1.º - Peter Travers, Rolling Stone
- 1.º - Richard Roeper, Ebert & Roeper[34]
- 2.º - Richard Corliss, Time
- 2.º - Ann Hornaday, The Washington Post
- 3.º - F. X. Feeney, L.A. Weekly
- 3.º - Scott Tobias, The A.V. Club[35]
- 5.º - Jami Bernard, New York Daily News
- 5.º - Claudia Puig, USA Today
- 6.º - Mike Clark, USA Today
- 6.º - Nathan Rabin, The A.V. Club[35]
- 6.º - Chris Kaltenbach, Baltimore Sun
- 8.º - A.O. Scott, The New York Times
- 9.º - Stephen Holden, The New York Times
- Top 10 (enumeradas alfabéticamente) - Mark Olsen, L.A. Weekly
- Top 10 (enumeradas alfabéticamente) - Carrie Rickey, Philadelphia Inquirer

### Premios y nominaciones
La película recibió un total de diez nominaciones en la 75.ª edición de los premios Óscar, incluyendo el Óscar a la mejor película, aunque no logró llevarse ninguna estatuilla. Asimismo, la cinta fue incluida entre las diez mejores películas del año según el National Board of Review. En cuanto a los Globo de Oro, el filme recibió cinco nominaciones, de las cuales obtuvo el premio en las categorías de mejor director (Scorsese) y mejor canción original («The Hands That Built America»). Por su parte, Daniel Day-Lewis recibió candidaturas a numerosos premios y ganó los premios BAFTA y SAG como mejor actor.
| Organización                                          | Categoría                                                                        | Receptor(es) | Resultado     |
| ----------------------------------------------------- | -------------------------------------------------------------------------------- | --- | ------------- |
| Premios Óscar                                         | Mejor película                                                                   | Alberto Grimaldi, Harvey Weinstein | Candidatos    |
| Premios Óscar                                         | Mejor director                                                                   | Martin Scorsese | Candidato     |
| Premios Óscar                                         | Mejor guion original                                                             | Jay Cocks, Steven Zaillian, Kenneth Lonergan | Candidatos    |
| Premios Óscar                                         | Mejor actor                                                                      | Daniel Day-Lewis | Candidato     |
| Premios Óscar                                         | Mejor fotografía                                                                 | Michael Ballhaus | Candidato     |
| Premios Óscar                                         | Mejor montaje                                                                    | Thelma Schoonmaker | Candidata     |
| Premios Óscar                                         | Mejor diseño de vestuario                                                        | Sandy Powell | Candidata     |
| Premios Óscar                                         | Mejor dirección artística                                                        | Dante Ferretti, Francesca Lo Schiavo | Candidatos    |
| Premios Óscar                                         | Mejor sonido                                                                     | Michael Minkler, Dominick Tavella, David Lee | Candidatos    |
| Premios Óscar                                         | Mejor canción original                                                           | Bono, The Edge, Adam Clayton, Larry Mullen Jr. | Candidatos    |
| Premios Globo de Oro                                  | Mejor película - Drama                                                           | | Candidata     |
| Premios Globo de Oro                                  | Mejor director                                                                   | Martin Scorsese | Ganador       |
| Premios Globo de Oro                                  | Mejor actor - Drama                                                              | Daniel Day-Lewis | Candidato     |
| Premios Globo de Oro                                  | Mejor actriz de reparto                                                          | Cameron Diaz | Candidata     |
| Premios Globo de Oro                                  | Mejor canción original                                                           | Bono, The Edge, Adam Clayton, Larry Mullen Jr. | Ganadores     |
| Premios BAFTA                                         | Mejor película                                                                   | Alberto Grimaldi, Harvey Weinstein | Candidatos    |
| Premios BAFTA                                         | Mejor director                                                                   | Martin Scorsese | Candidato     |
| Premios BAFTA                                         | Mejor guion original                                                             | Jay Cocks, Steven Zaillian, Kenneth Lonergan | Candidatos    |
| Premios BAFTA                                         | Mejor actor                                                                      | Daniel Day-Lewis | Ganador       |
| Premios BAFTA                                         | Mejor música original                                                            | Howard Shore | Candidato     |
| Premios BAFTA                                         | Mejor fotografía                                                                 | Michael Ballhaus | Candidato     |
| Premios BAFTA                                         | Mejor montaje                                                                    | Thelma Schoonmaker | Candidata     |
| Premios BAFTA                                         | Mejor diseño de producción                                                       | Dante Ferretti | Candidato     |
| Premios BAFTA                                         | Mejor vestuario                                                                  | Sandy Powell | Candidata     |
| Premios BAFTA                                         | Mejor maquillaje y peluquería                                                    | Manlio Rocchetti, Aldo Signoretti | Candidatos    |
| Premios BAFTA                                         | Mejor sonido                                                                     | Tom Fleischman, Ivan Sharrock, Eugene Gearty, Philip Stockton                                                                                          | Candidatos    |
| Premios BAFTA                                         | Mejores efector visuales                                                         | Bruce Steinheimer, Michael Owens, Edward Hirsh, Jon Alexander                                                                                          | Candidatos    |
| Premios del Sindicato de Actores                      | Mejor actor                                                                      | Daniel Day-Lewis | Ganador       |
| AARP Movies for Grownups Awards                       | Mejor director                                                                   | Martin Scorsese | Candidato     |
| AARP Movies for Grownups Awards                       | Mejor guionista                                                                  | Jay Cocks | Candidato     |
| AFI Awards                                            | Película del año                                                                 | | Ganadora      |
| American Cinema Editors                               | Mejor montaje - Drama                                                            | Thelma Schoonmaker | Ganadora      |
| American Society of Cinematographers                  | Mejor cinematografía - Cine                                                      | Michael Ballhaus | Candidato     |
| Art Directors Guild                                   | Mejor diseño de producción - Película de época o fantasía                        | Dante Ferretti, Stefano Maria Ortolani, Robert Guerra, Alessandro Alberti, Maria-Teresa Barbasso, Dimitri Capuani, Nazzareno Piana                     | Candidatos    |
| Awards Circuit Community Awards                       | Mejor director                                                                   | Martin Scorsese | Segundo lugar |
| Awards Circuit Community Awards                       | Mejor actor                                                                      | Daniel Day-Lewis | Ganador       |
| Awards Circuit Community Awards                       | Mejor guion original                                                             | Jay Cocks, Steven Zaillian, Kenneth Lonergan | Candidatos    |
| Awards Circuit Community Awards                       | Mejor fotografía                                                                 | Michael Ballhaus | Candidato     |
| Awards Circuit Community Awards                       | Mejor montaje                                                                    | Thelma Schoonmaker | Candidata     |
| Awards Circuit Community Awards                       | Mejor dirección de arte                                                          | Dante Ferretti, Francesca Lo Schiavo | Segundo lugar |
| Awards Circuit Community Awards                       | Mejor sonido                                                                     | | Candidata     |
| Awards Circuit Community Awards                       | Mejor diseño de vestuario                                                        | Sandy Powell | Candidata     |
| Awards Circuit Community Awards                       | Mejor reparto                                                                    | Leonardo DiCaprio, Daniel Day-Lewis, John C. Reilly, Cameron Diaz, Liam Neeson, Henry Thomas, Brendan Gleeson, Jim Broadbent, Gary Lewis, Eddie Marsan | Candidata     |
| Premios de la Academia Japonesa                       | Mejor película extranjera                                                        | | Candidata     |
| Boston Society of Film Critics Awards                 | Mejor película                                                                   | | Segundo lugar |
| Boston Society of Film Critics Awards                 | Mejor director                                                                   | Martin Scrosese | Segundo lugar |
| Boston Society of Film Critics Awards                 | Mejor actor                                                                      | Daniel Day-Lewis | Segundo lugar |
| Boston Society of Film Critics Awards                 | Mejor actor de reparto                                                           | John C. Reilly | Segundo lugar |
| Broadcast Film Critics Association Awards             | Mejor película                                                                   | | Candidata     |
| Broadcast Film Critics Association Awards             | Mejor director                                                                   | Martin Scrosese | Tercer lugar  |
| Broadcast Film Critics Association Awards             | Mejor actor                                                                      | Daniel Day-Lewis | Ganador       |
| Broadcast Film Critics Association Awards             | Mejor película                                                                   | | Cuarto puesto |
| Broadcast Film Critics Association Awards             | Mejor actor                                                                      | Daniel Day-Lewis | Ganador       |
| Chicago Film Critics Association Awards               | Mejor director                                                                   | Martin Scrosese | Candidato     |
| Chicago Film Critics Association Awards               | Mejor actor                                                                      | Daniel Day-Lewis | Ganador       |
| Chicago Film Critics Association Awards               | Mejor fotografía                                                                 | Michael Ballhaus | Candidato     |
| Premios César                                         | Mejor película extranjera                                                        | Martin Scrosese | Candidato     |
| Dallas-Fort Worth Film Critics Association Awards     | Mejor película                                                                   | | Candidata     |
| Dallas-Fort Worth Film Critics Association Awards     | Mejor actor                                                                      | Daniel Day-Lewis | Segundo lugar |
| Directors Guild of America                            | Mejor director - Cine                                                            | Martin Scrosese | Candidato     |
| Edgar Allan Poe Awards                                | Mejor película                                                                   | Jay Cocks, Steven Zaillian, Kenneth Lonergan | Candidatos    |
| Empire Awards                                         | Mejor actor                                                                      | Daniel Day-Lewis | Candidato     |
| Empire Awards                                         | Escena del año                                                                   | | Candidata     |
| Florida Film Critics Circle Awards                    | Mejor director                                                                   | Martin Scorsese | Ganador       |
| Florida Film Critics Circle Awards                    | Mejor actor                                                                      | Daniel Day-Lewis | Ganador       |
| Gold Derby Awards                                     | Mejor película                                                                   | Alberto Grimaldi, Harvey Weinstein, Martin Scorsese | Candidatos    |
| Gold Derby Awards                                     | Mejor director                                                                   | Martin Scorsese | Candidato     |
| Gold Derby Awards                                     | Mejor actor                                                                      | Daniel Day-Lewis | Ganador       |
| Gold Derby Awards                                     | Mejor guion original                                                             | U2 | Candidatos    |
| Gold Derby Awards                                     | Mejor canción original                                                           | Jay Cocks, Kenneth Lonergan, Steven Zaillian | Candidatos    |
| Gold Derby Awards                                     | Mejor montaje                                                                    | Thelma Schoonmaker | Candidata     |
| Gold Derby Awards                                     | Mejor vestuario                                                                  | Sandy Powell | Candidata     |
| Gold Derby Awards                                     | Mejor dirección de arte                                                          | Dante Ferretti, Francesca Lo Schiavo | Candidatos    |
| Gold Derby Awards                                     | Mejor fotografía                                                                 | Michael Ballhaus | Candidato     |
| Golden Schmoes Awards                                 | Mejor director del año                                                           | Martin Scorsese | Segundo lugar |
| Golden Schmoes Awards                                 | Mejor actor del año                                                              | Daniel Day-Lewis | Ganador       |
| Golden Schmoes Awards                                 | Mejor personaje del año                                                          | Daniel Day-Lewis | Segundo lugar |
| Golden Schmoes Awards                                 | Película favorita del año                                                        | | Candidata     |
| Golden Schmoes Awards                                 | Película más sobrevalorada del año                                               | | Candidata     |
| Golden Schmoes Awards                                 | Mayor decepción del año                                                          | | Candidata     |
| Golden Trailer Awards                                 | Mejor show                                                                       | | Candidata     |
| Golden Trailer Awards                                 | Mejor drama                                                                      | | Candidata     |
| Premios Grammy                                        | Mejor recopilación de banda sonora para película, televisión u otro medio visual | | Candidata     |
| Premios Grammy                                        | Mejor canción escrita para una película, televisión u otro medio visual          | | Candidata     |
| Harry Awards                                          |                                                                                  | | Candidata     |
| Hollywood Makeup Artist and Hair Stylist Guild Awards | Mejor peluquería de época - Cine                                                 | Aldo Signoretti | Ganador       |
| International Online Cinema Awards                    | Mejor reparto                                                                    | | Candidata     |
| Nastro d'argento                                      | Mejor escenografía                                                               | Dante Ferretti | Ganador       |
| Nastro d'argento                                      | Mejor director extranjero                                                        | Martin Scorsese | Candidato     |
| Italian Online Movie Awards                           | Mejor película                                                                   | | Candidata     |
| Italian Online Movie Awards                           | Mejor dirección                                                                  | Martin Scorsese | Ganador       |
| Italian Online Movie Awards                           | Mejor guion                                                                      | Jay Cocks, Steven Zaillian, Kenneth Lonergan | Candidatos    |
| Italian Online Movie Awards                           | Mejor actor                                                                      | Daniel Day-Lewis | Ganador       |
| Italian Online Movie Awards                           | Mejor actriz de reparto                                                          | Cameron Diaz | Candidata     |
| Italian Online Movie Awards                           | Mejor fotografía                                                                 | Michael Ballhaus | Candidato     |
| Italian Online Movie Awards                           | Mejor montaje                                                                    | Thelma Schoonmaker | Candidata     |
| Italian Online Movie Awards                           | Mejor escenografía                                                               | | Ganadora      |
| Italian Online Movie Awards                           | Mejor banda sonora original                                                      | Howard Shore | Candidato     |
| Italian Online Movie Awards                           | Mejor canción original                                                           | | Candidata     |
| Italian Online Movie Awards                           | Mejor reparto                                                                    | | Candidata     |
| Italian Online Movie Awards                           | Mejor vestuario                                                                  | | Candidata     |
| Italian Online Movie Awards                           | Mejor marquillaje                                                                | | Candidata     |
| Italian Online Movie Awards                           | Mejores efectos sonoros                                                          | | Candidata     |
| Kansas City Film Critics Circle Awards                | Mejor actor                                                                      | Daniel Day-Lewis | Ganador       |
| Las Vegas Film Critics Society Awards                 | Mejor película                                                                   | | Candidata     |
| Las Vegas Film Critics Society Awards                 | Mejor actor                                                                      | Daniel Day-Lewis | Ganador       |
| Las Vegas Film Critics Society Awards                 | Mejor actor de reparto                                                           | John C. Reilly | Ganador       |
| Las Vegas Film Critics Society Awards                 | Mejor canción                                                                    | | Ganadora      |
| Los Angeles Film Critics Association Awards           | Mejor actor                                                                      | Daniel Day-Lewis | Ganador       |
| Los Angeles Film Critics Association Awards           | Mejor diseño de producción                                                       | Dante Ferretti | Ganador       |
| Motion Picture Sound Editors                          | Mejor edición de sonido - Diálogo y doblaje                                      | Philip Stockton, Eugene Gearty, Marissa Littlefield, Hal Levinsohn, Kenton Jakub                                                                       | Ganadores     |
| Motion Picture Sound Editors                          | Mejor edición de sonido - Diálogo y doblaje - Largometraje                       | Fred Rosenberg | Ganador       |
| Motion Picture Sound Editors                          | Mejor edición de sonido - Efectos de sonido y foley                              | Philip Stockton, Eugene Gearty, Frank Kern, Steven Visscher, Bruce Pross, Kam Chan                                                                     | Candidatos    |
| Motion Picture Sound Editors                          | Mejor edición de sonido - Música - Largometraje                                  | Jennifer L. Dunnington, Kathy Durning, Tass Filipos, Patricia Carlin                                                                                   | Candidatos    |
| MTV Movie Awards                                      | Mejor villano                                                                    | Daniel Day-Lewis | Candidato     |
| MTV Movie Awards                                      | Mejor beso                                                                       | Leonardo DiCaprio, Cameron Diaz | Candidatos    |
| National Board of Review                              | Top 10 películas                                                                 | | Ganadora      |
| New York Film Critics Circle Awards                   | Mejor actor                                                                      | Daniel Day-Lewis | Ganador       |
| New York Film Critics Circle Awards                   | Mejor cinematógrafo                                                              | Michael Ballhaus | Segundo lugar |
| Online Film & Television Association                  | Mejor director                                                                   | Martin Scorsese | Ganador       |
| Online Film & Television Association                  | Mejor actor                                                                      | Daniel Day-Lewis | Ganador       |
| Críticos de Cine de Nueva York en Línea               | Mejor director                                                                   | Martin Scorsese | Candidato     |
| Críticos de Cine de Nueva York en Línea               | Mejor actor                                                                      | Daniel Day-Lewis | Ganador       |
| Críticos de Cine de Nueva York en Línea               | Mejor diseño de producción                                                       | Dante Ferretti, Alessandro Alberti,, Maria-Teresa Barbasso, Dimitri Capuani, Stefano Maria Ortolani, Nazzareno Piana, Francesca Lo Schiavo             | Ganadores     |
| Críticos de Cine de Nueva York en Línea               | Mejor canción original                                                           | Bono, The Edge, Adam Clayton, Larry Mullen Jr. | Candidatos    |
| Críticos de Cine de Nueva York en Línea               | Mejor montaje                                                                    | Thelma Schoonmaker | Candidata     |
| Críticos de Cine de Nueva York en Línea               | Mejor vestuario                                                                  | Sandy Powell | Candidata     |
| Críticos de Cine de Nueva York en Línea               | Mejor maquillaje y peluquería                                                    | Elisabetta De Leonardis, Rosa Luciani, Mario Michisanti, Manlio Rocchetti                                                                              | Candidatos    |
| Críticos de Cine de Nueva York en Línea               | Mejor mezcla de sonido                                                           | Tom Fleischman, Eugene Gearty, Ivan Sharrock | Candidatos    |
| Críticos de Cine de Nueva York en Línea               | Mejor edición de sonido                                                          | Eugene Gearty, Marissa Littlefield | Candidatos    |
| Online Film Critics Society Awards                    | Mejor director                                                                   | Martin Scorsese | Candidato     |
| Online Film Critics Society Awards                    | Top 10 películas del año                                                         | | Sexto lugar   |
| Online Film Critics Society Awards                    | Mejor actor                                                                      | Daniel Day-Lewis | Ganador       |
| Online Film Critics Society Awards                    | Mejor reparto                                                                    | | Candidata     |
| Online Film Critics Society Awards                    | Mejor fotografía                                                                 | Michael Ballhaus | Candidato     |
| Online Film Critics Society Awards                    | Mejor dirección de arte                                                          | | Candidata     |
| Online Film Critics Society Awards                    | Mejor vestuario                                                                  | Sandy Powell | Candidata     |
| Online Film Critics Society Awards                    | Mejor sonido                                                                     | Philip Stockton | Candidato     |
| PGA Awards                                            | Mejor prducción - Cine                                                           | Alberto Grimaldi, Harvey Weinstein | Candidatos    |
| Phoenix Film Critics Society Awards                   | Mejor actor                                                                      | Daniel Day-Lewis | Candidato     |
| Phoenix Film Critics Society Awards                   | Mejor diseño de producción                                                       | Dante Ferretti | Candidato     |
| Phoenix Film Critics Society Awards                   | Mejor vestuario                                                                  | Sandy Powell | Candidata     |
| Phoenix Film Critics Society Awards                   | Mejor marquillaje                                                                | Manlio Rocchetti, Aldo Signoretti | Candidatos    |
| Russian Guild of Film Critics                         | Mejor actor extranjero                                                           | Daniel Day-Lewis | Ganador       |
| San Diego Film Critics Society Awards                 | Mejor actor                                                                      | Daniel Day-Lewis | Ganador       |
| Premios Satellite                                     | Mejor actor - Drama                                                              | Daniel Day-Lewis | Ganador       |
| Premios Satellite                                     | Mejor dirección de arte                                                          | Dante Ferretti, Francesca Lo Schiavo | Ganadores     |
| Premios Satellite                                     | Mejor fotografía                                                                 | Michael Ballhaus | Candidato     |
| Premios Satellite                                     | Mejor sonido                                                                     | Philip Stockton | Candidato     |
| Premios Satellite                                     | Mejor montaje                                                                    | Thelma Schoonmaker | Ganadora      |
| Premios Satellite                                     | Mejor vestuario                                                                  | Sandy Powell | Candidata     |
| Premios Satellite                                     | Mejores efectos visuales                                                         | R. Bruce Steinheimer, Michael Owens, Edward Hirsh, Jon Alexander                                                                                       | Candidatos    |
| Seattle Film Critics Awards                           | Mejor actor                                                                      | Daniel Day-Lewis | Ganador       |
| Seattle Film Critics Awards                           | Mejor diseño de producción                                                       | Dante Ferretti | Ganador       |
| Seattle Film Critics Awards                           | Mejor fotografía                                                                 | Michael Ballhaus | Segundo lugar |
| Southeastern Film Critics Association Awards          | Mejor película                                                                   | | Quinto lugar  |
| Southeastern Film Critics Association Awards          | Mejor director                                                                   | Martin Scorsese | Ganador       |
| Southeastern Film Critics Association Awards          | Mejor actor                                                                      | Daniel Day-Lewis | Ganador       |
| Teen Choice Awards                                    | Mejor beso                                                                       | Cameron Diaz, Leonardo DiCaprio | Candidatos    |
| Toronto Film Critics Association Awards               | Mejor actor                                                                      | Daniel Day-Lewis | Candidato     |
| Utah Film Critics Association Awards                  | Mejor actor                                                                      | Daniel Day-Lewis | Ganador       |
| Vancouver Film Critics Circle                         | Mejor director                                                                   | Martin Scorsese | Candidato     |
| Vancouver Film Critics Circle                         | Mejor actor                                                                      | Daniel Day-Lewis | Ganador       |
| Vancouver Film Critics Circle                         | Mejor película                                                                   | | Tercer lugar  |
| Village Voice Film Poll                               | Mejor actuación                                                                  | Daniel Day-Lewis | Segundo lugar |
| Visual Effects Society Awards                         | Mejores efectos visuales secundarios - Cine                                      | Michael Owens, Camille Geier, Edward Hirsh, Jon Alexander                                                                                              | Candidatos    |
| Visual Effects Society Awards                         | Mejor pintura matte - Cine                                                       | Brett Northcutt, Ronn Brown, Mathieu Raynault, Evan Pontoriero                                                                                         | Candidatos    |
| Washington D. C. Area Film Critics Association Awards | Mejor actor                                                                      | Daniel Day-Lewis | Candidato     |
| World Soundtrack Awards                               | Mejor música original del año                                                    | Howard Shore | Candidato     |
| World Soundtrack Awards                               | Mejor compositor de banda sonora del año                                         | Howard Shore | Candidato     |
| World Soundtrack Awards                               | Mejor canción original - Cine                                                    | Adam Clayton, The Edge, Bono, Larry Mullen Jr. | Ganadores     |
| World Stunt Awards                                    | Mejor lucha                                                                      | Nina Armstrong, Bob Colletti, Blaise Corrigan, Douglas Crosby, Mark Mottram, Claudio Pacífico, John Perretti, Gustáv Kyselica                          | Candidatos    |
| World Stunt Awards                                    | Mejor coordinador de dobles y/o director de segunda unidad - Cine                | G.A. Aguilar, Vic Armstrong | Candidatos    |
| Writers Guild of America                              | Mejor guion original                                                             | Jay Cocks, Steven Zaillian, Kenneth Lonergan | Candidatos    |